# Gjerasim Qiriazi
Gjerasim Qiriazi (ur. 18 października 1858 w Manastirze, zm. 2 stycznia 1894) – albański teolog i duchowny protestancki, tłumacz, poeta.

## Życiorys
Pochodził z albańskiej prawosławnej rodziny. W 1877 roku przeszedł z prawosławia na ewangelikalizm.
W 1882 roku ukończył studia teologiczne na Amerykańskim Kolegium Teologicznym w Samokowie i został proboszczem kościoła w Skopje. Następnego roku przeprowadził się do Korczy.
W 1884 roku został członkiem Brytyjskiego i Zagranicznego Towarzystwa Biblijnego. Odprawiał nabożeństwa w języku albańskim również w Salonikach i Bitoli.
Od 1886 roku zaczął działać w Szkodrze, gdzie w następnym roku założył pierwszą albańską szkołę w tym mieście.
W 1888 roku opublikował w języku albańskim Ewangelię św. Mateusza.
W 1892 roku założył w Korczy kościół ewangelicki oraz stowarzyszenie Bractwo Ewangeliczne Albanii (Vëllazëria Ungjillore e Shqipërisë).

## Twórczość
- Pengu i kaçakëve (1885, wydana pośmiertnie w 1901[1])[2]

## Nagrody
W 1987 roku został pośmiertnie nagrodzony tytułem Nauczyciela Ludu (Mësues i Popullit).
W 1992 roku otrzymał Order Wolności I Klasy.

## Życie prywatne
Był bratem Gjergja, Sevasti i Parashqevi.
31 marca 1891 roku urodził się jego syn, Stefan (zm. 1959).